# 武日 (上萨瓦省)
武日（法語：Vougy，法語發音：[vuʒi]）是法国上萨瓦省的一个市镇，位于该省中东部偏北，克吕斯市区西部，属于博讷维尔区。

## 地理
武日（46°4'0"N, 6°29'33"E）面积3.99 平方千米，位于法国奥弗涅-罗讷-阿尔卑斯大区上萨瓦省，该省份为法国东部省份，历史上为薩伏依的一部分，北与瑞士接壤，西接安省，南至萨瓦省，东与瑞士和意大利接壤。
与武日接壤的市镇（或旧市镇、城区）包括：艾斯、博訥維爾、马里尼耶、马尔纳、蒙萨克索内。
武日的时区为UTC+01:00、UTC+02:00（夏令时）。

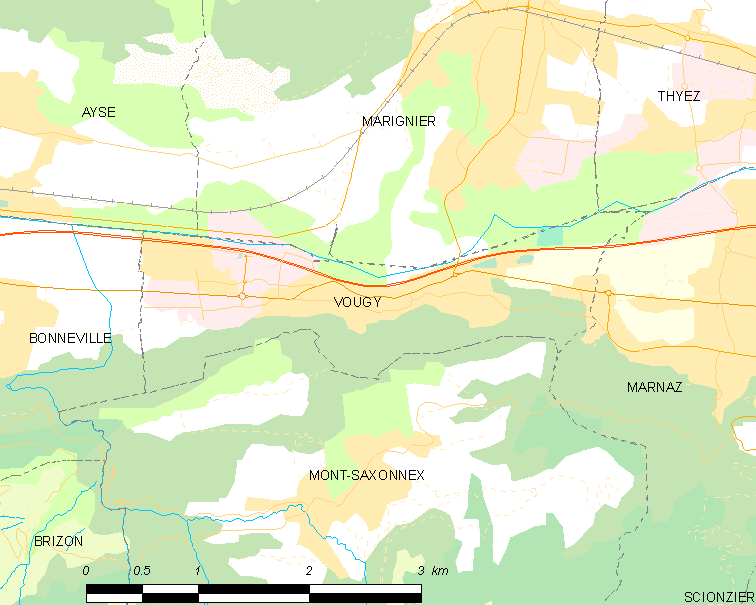
武日的OSM定位图

## 行政
武日的邮政编码为74130，INSEE市镇编码为74312。

## 政治
武日所属的省级选区为博讷维尔县。

## 交通
上萨瓦省省道D6线和D26线经过武日境内。

## 人口

1962-2008年间武日人口变化图示

武日于2022年1月1日时的人口数量为1622人。